# MEK6800D2
A MEK6800D2 egy fejlesztőkártya a Motorola 6800 mikroprocesszorokhoz; a Motorola 1976-os gyártmánya.
A kétkártyás mikrogép kártyára szerelt hexadecimális billentyűzettel van ellátva (10 számjegy és az A, B, C, D, E, F gombok, és néhány funkciógomb), van egy 4+2 számjegyű LED kijelzője és fel van szerelve egy RS-232 aszinkron soros interfésszel, amelyen keresztül Teletype írógéppel vagy más terminállal használható. A kártya tartalmaz egy JBUG nevű debug programot is, amely a kártyán lévő 1 KiB-os ROM-ban helyezkedik el, a kártya maximális RAM kapacitása 512 bájt, de ez kiterjeszthető a Motorola EXORciser síninterfészével.
A kártyához párhuzamos sín-interfész is készült, általános célú bemenet/kimenet céljára.
Ehhez a rendszerhez elérhető volt egy másik népszerű monitorprogram is, a MIKBUG.

## Hasonló rendszerek
Hasonló rendszerek készültek más processzorokhoz is, ezek közül néhány ismertebb típus:
| KIM-1  | MOS 1976      |
| AIM-65 | Rockwell 1975 |
| SDK-85 | Intel 1977    |
| CT65   | Thaler 1983   |

## Fordítás
Ez a szócikk részben vagy egészben  a   MEK6800D2 című angol Wikipédia-szócikk ezen változatának fordításán alapul.  Az eredeti cikk szerkesztőit annak laptörténete sorolja fel. Ez a jelzés csupán a megfogalmazás eredetét és a szerzői jogokat jelzi, nem szolgál a cikkben szereplő információk forrásmegjelöléseként.

### Bibliográfia
- Leventhal, Lance A. Microcomputer experimentation with a Motorola MEK6800D2. Prentice-Hall, ISBN 0-13-580761-1

### Online
- Second Edition: MEK6800D2 MANUAL (angol nyelven) (pdf) pp. 1–67. Motorola Inc., 1977. [2015. április 29-i dátummal az eredetiből archiválva]. (Hozzáférés: 2014)